# Sévérac-le-Château

Sévérac-le-Château este o comună în departamentul Aveyron din sudul Franței. În 1 ianuarie 2018 avea o populație de 2.415 de locuitori.